# 어머님 안심하소서
"어머님 안심하소서"는 1961년 공개된 대한민국의 영화이다.

## 배역
- 김지미
- 김진규
- 안성기
- 김승호
- 윤인자
- 황정순
- 신카나리아
- 이예춘
- 김혜정